# Cesare Badiali

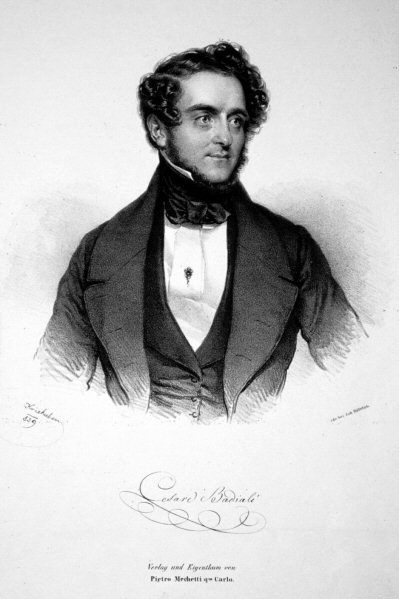
Cesare Badiali, Lithographie von Josef Kriehuber, 1839

Cesare Badiali (unsicher: * 1805 in Bologna; † 19. November 1865 in Bologna) war ein italienischer Opernsänger (Bassbariton).

## Leben
Schon als kleines Kind zog er mit seinen Eltern nach Imola, wo er mit dem Studium des Kontrabasses und der Flöte begann. Bald musste er jedoch das Studium der Musik aufgeben und einen sicheren Broterwerb als Steuereinnehmer ergreifen. Bei einem Empfang in Bologna fiel er 1827 durch seine großartige Stimme auf und es wurde ihm ein Vertrag für Triest angeboten, den er zuerst ablehnte. Eine Summe von 1500 Franken überzeugte ihn jedoch bald und er debütierte am Teatro Comunale in Triest. Der Erfolg war großartig und es folgten Engagements in Brescia, Ancona und Turin. Bald trat er mit den berühmtesten Sängern seiner Zeit auf, so 1829 in Bologna mit Giuditta Pasta im Otello von Gioachino Rossini. 1830 war er bereits an der Mailänder Scala verpflichtet. Zwischen 1832 und 1838 hielt er sich in Spanien und Portugal auf.
Nach seiner Rückkehr nach Italien feierte er in Bergamo Triumphe in Il pirata von Bellini an der Seite von Giulia Grisi und Rubini. Von 1839 bis 1842 war er an der k. k. Hofoper in Wien engagiert und wurde hier mit dem Titel Kammersänger geehrt. Zwischen 1841 und 1848 sang er öfters mit großem Erfolg in Rom. In der Titelrolle von Nabucco feierte er Triumphe, die noch durch die politischen Ereignisse des Risorgimento weiter angeheizt wurden. In diesen Jahren konnte man ihn auf allen Programmzetteln der großen Opernhäuser Italiens finden. Während der 1850er Jahre bereiste er die ganze Opernwelt von Amerika bis England. Dort gastierte er als Don Giovanni 1858 am Drury Lane Theatre in London. Eine seiner Glanzrollen war die des Assur in Rossinis Semiramide.
Mit Rossini verband ihn ein freundschaftliches Verhältnis. Die letzten Jahre seines Lebens verbrachte er in Bologna.
Badiali war mit einer großen Stimme gesegnet, deren Register vom Bass bis zum Bariton reichte. Außerdem besaß er eine ausgesprochene dramatische Begabung.